# Roeden

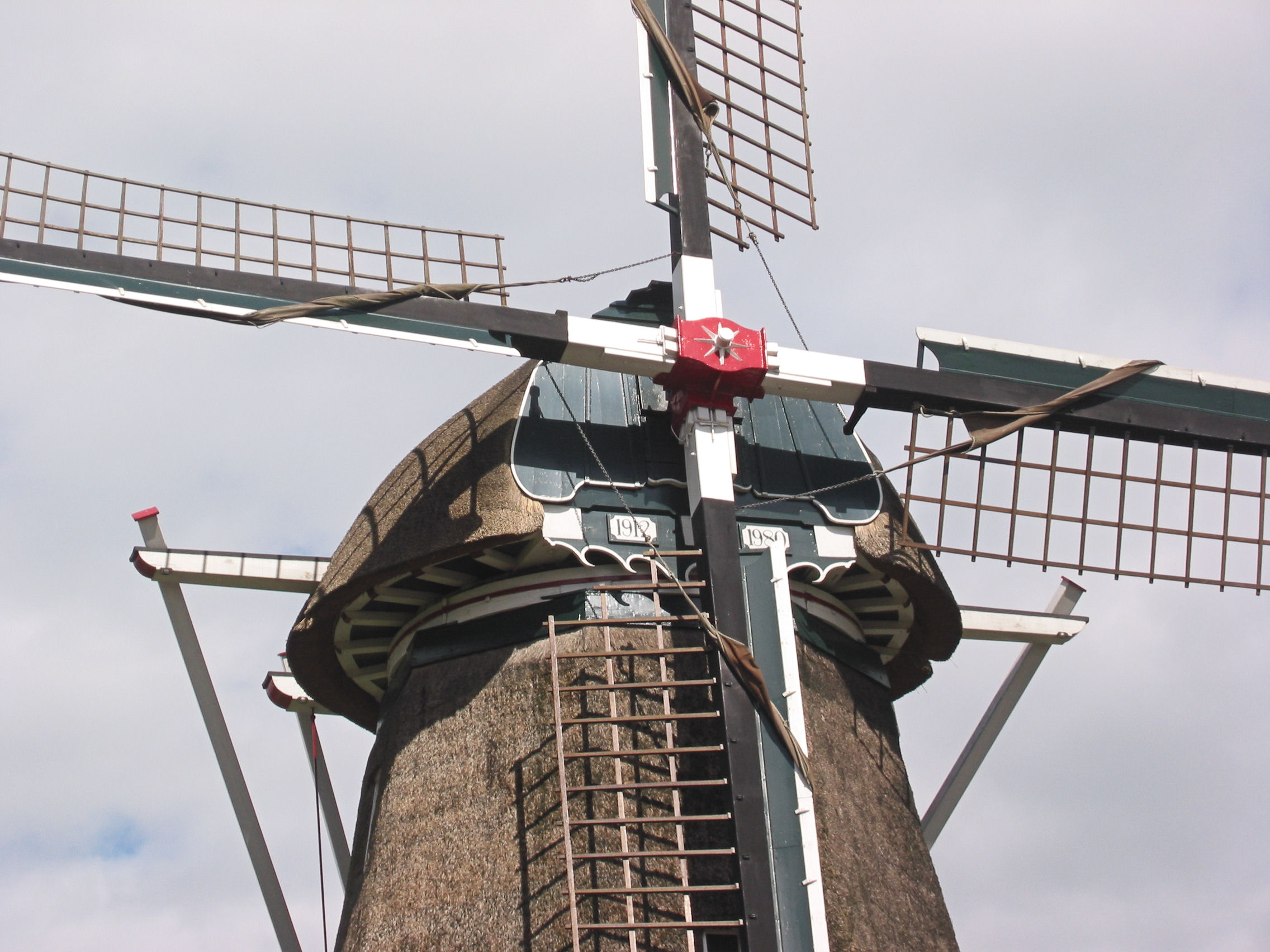
Askop met roeden van de Walderveense molen

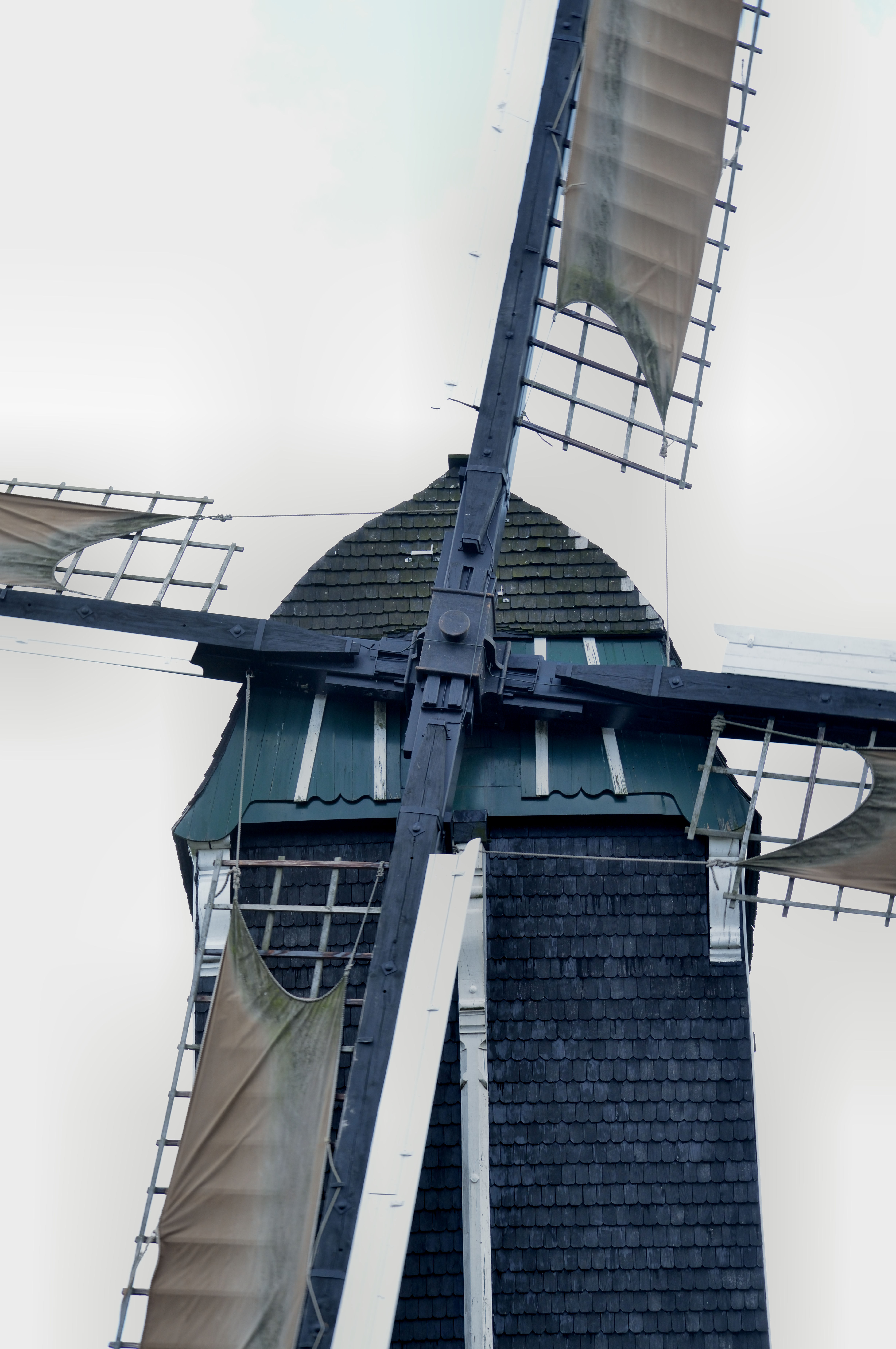
Askop met gelaste borstroeden en houten oplangers van Wissink's Möl

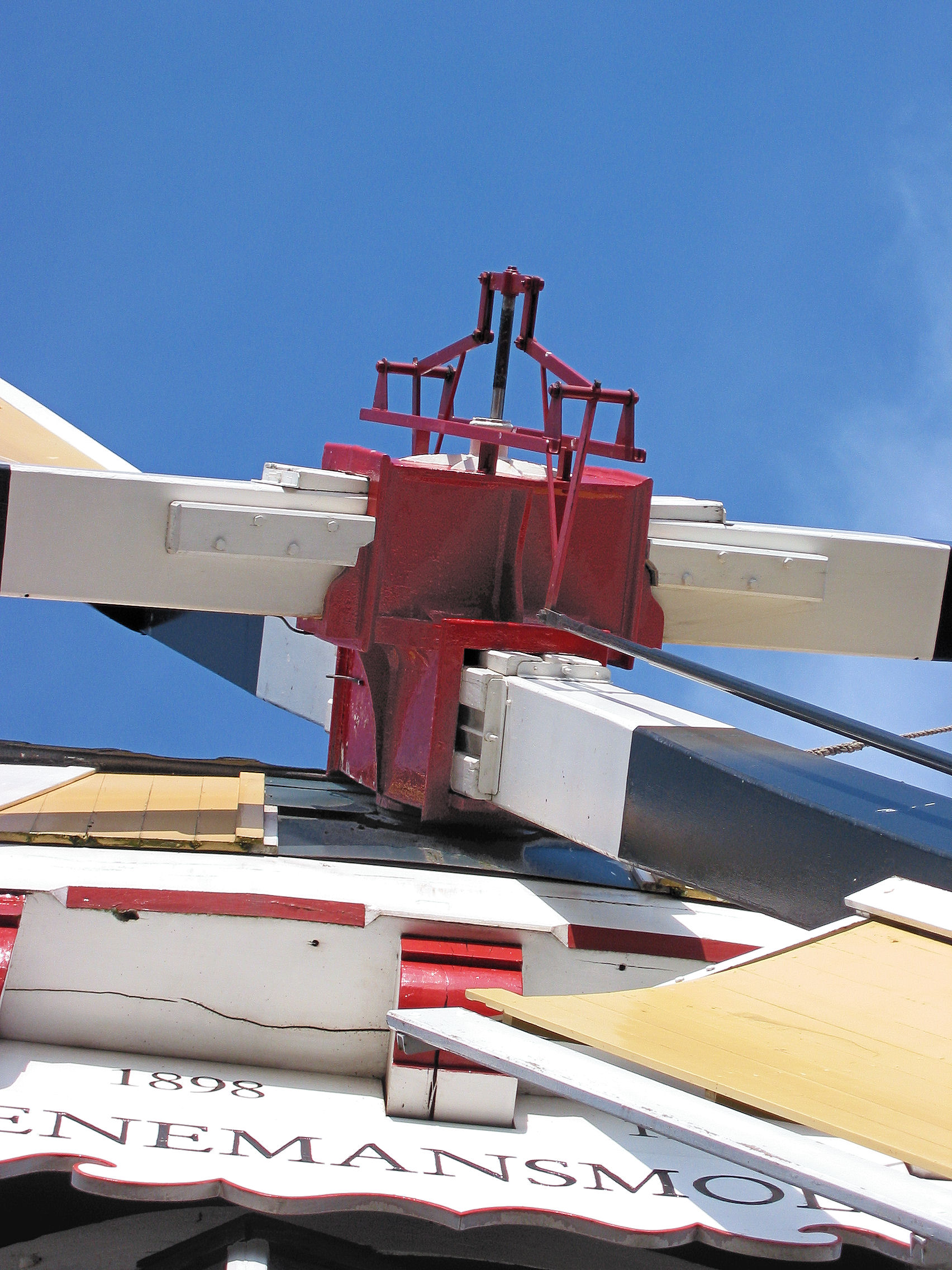
Keerklossen, roewiggen en spitijzers van de Venemansmolen. Ook is de askop uitgerust met een spin

Roeden (enkelvoud: roede, roed of roe) vormen de basis van het wiekenkruis van een traditionele windmolen. Vroeger werden deze balken, die wel 30 meter lang kunnen zijn, uit hout vervaardigd, zowel uit één stuk als uit drie stukken. (de zogenaamde borstroede, een borststuk met twee oplangers). Houten roeden zijn aan de voor- en achterkant voor een betere stroomlijn afgeschuind, hetgeen winsing wordt genoemd. Zijn ze alleen aan de voorkant afgeschuind dan wordt dit ook wel baljoening of biljoening genoemd. Meestal werden houten roeden gebruikt (gestoken) van het duurdere grenen uit Riga in plaats van het inlands grenen. Later werden roeden gemaakt van het betere Amerikaans grenen. Gebroken roeden werden vaak als vloerbalken in een molen gebruikt. Vanaf ongeveer 1860 begon men ijzeren en vanaf ongeveer 1915 stalen roeden te klinken en sinds de Tweede Wereldoorlog worden de stalen roeden gelast. In 2008 zijn er voor het eerst gelaste roeden gemaakt, waarvan de achterkant niet vastgelast is, maar losgemaakt kan worden voor inspectie en een eventueel nieuwe antiroestbehandeling van de binnenkant van de roede. Ook worden er proeven gedaan met verzinkte roeden, die vanwege hun lengte niet in hun geheel in een zinkbad kunnen en daarom uit twee gedeelten bestaan, waarbij de aan elkaar gemaakte plaats in de kop van de bovenas valt. In de Molen van Goidschalxoord zijn op 8 december 2009 verzinkte roeden gestoken.
De roeden (altijd twee om vier wieken te vormen) steken door de zogenaamde askop van de bovenas van een molen en worden met 16 wiggen en vier keerklossen vastgezet. De keerklossen zorgen ervoor dat de roede niet kan verschuiven. De wiggen zetten de roede vast in de askop. De roewiggen zijn geborgd met spitijzers, waardoor ze er niet uit kunnen vallen. In de roeden zitten gaten waarin bij oudhollandse wieken de heklatten door gestoken worden. Een heklat wordt vastgezet met wiggen, die ook in verband met de vorming van de zeeg de hellingshoek van de heklat bepalen. Op de buitenroede is een zeilarm en op de binnenroede een zeiloog bevestigd voor het vastzetten van het zeil. De molen De Helper heeft echter geen gaten voor de heklatten in de roeden, maar opgelaste strippen met daarop met bouten vastgemaakte, verzinkte beugels waarop de heklatten worden vastgeschroefd.
De binnenroede is de roede het dichtst bij de molen en de buitenroede is zoals de naam al aangeeft de buitenste. Omdat de toppen van de wieken in hetzelfde vlak moeten draaien is de binnenroede gekromd. Dit wordt de porring genoemd.
De stalen roeden hebben meestal een plaatje met de naam van de fabrikant en het volgnummer, dat aangeeft welke roede het van die fabrikant is.
Het steken van de roeden in de askop van de bovenas wordt roesteken genoemd. Het eruit halen heet het strijken van de roeden.

## Soorten metalen roeden
- Potroe: geklonken roe van de Firma Pot uit Elshout. De roe bestaat uit vier platen die op vier hoeklijsten met verzonken klinknagels zijn geklonken. Alle hoeklijsten zitten aan de binnenkant van de roe. Tegenwoordig worden er ook weer nieuwe geklonken roeden gemaakt.
- Fransenroe: geklonken roe van de Firma Fransen uit Vierlingsbeek. De voor- en achterplaat van de roe bestaan uit platen met twee omgezette kanten, waardoor een U-profiel gevormd wordt. Tegen de zijkanten zijn platen vastgezet met bolkopklinknagels. De holle zijde zit aan de achterkant.
- Verhaeghe en Decuyper roe: lijkt zeer veel op de Franse roe en heeft de holle kant ook aan de achterzijde. Verhaeghe heeft drie verschillende uitvoeringen gemaakt. In de heklatgaten zaten bussen. De zeilklampen waren gemaakt van dubbel gebogen rondijzer en met bouten aan de zijkant van de goot vastgezet. Bij de eerste uitvoering tot 1897 werden vier hoeklijsten en bolkopklinknagels met koppen, die een rechthoekige doorsnede hadden, gebruikt. Bij latere uitvoeringen werden geen hoeklijsten meer gebruikt en waren de voor- en achterplaat omgezet.
- Prins van Oranje roe: geklonken roe van de Firma Prins van Oranje. De roe heeft net als de potroe vier hoeklijsten, waarbij echter slechts één hoeklijst binnenin de roe zit. Heeft ook veel bovenassen gegoten.
- Pannevis roe: geklonken roe van de Firma Pannevis. Lijkt zeer veel op de potroe, maar de voorplaat steekt aan één kant buiten de roe, waardoor er geen bordschroot nodig was. Pot leverde op bestelling echter ook roeden waarbij de voorplaat iets uitstak. Pannevis gebruikte ook grovere klinknagels en een iets kleiner aantal dan Pot.
- Gorter roe: Gorter was een constructiebedrijf in Hoogezand, dat vlak na de Tweede Wereldoorlog een aantal roeden gemaakt heeft en die in het noorden van Nederland zijn toegepast. De Gorter roe heeft een biljoening en een omgezette achterplaat.
- Gelaste roe: vanaf 1945. De eerste fabrikant was de firma Bremer uit Adorp. Bremer maakte halfronde lasnaden. Nu zijn er diverse fabrikanten (zie onderstaande foto met roeplaatjes). Tegenwoordig wordt voor het maken van gelaste roeden cortenstaal gebruikt. De roede bestaat in het algemeen uit staalplaten, die bij de askop 12 mm dik zijn en verlopen van 10, 8 en 6 mm naar de top van de roe.
- Gelaste, deelbare, verzinkte roe: vanaf 2007. Gemaakt door onder andere de firma Vaags uit Aalten. In 2014 en 2015 zijn bij twee molens enkele hoekflensbouten door metaalmoeheid gebroken.[1] Uiteindelijk is in april 2017 besloten om de 48 molens met deelbare roeden niet meer te laten draaien.[2] In totaal gaat het om 83 deelbare roeden.[3] De Rijksdienst voor het Cultureel Erfgoed heeft voor twee oplossingen van het probleem gekozen. De deelbare roede wordt vervangen door een roe uit een geheel of het middenstuk wordt er tussenuit gehaald en wordt er een nieuw stuk tussen gelast. De kosten worden vergoed door de RCE. Bij de molen De Hoop in Garderen is de deelbare roe vervangen door een nieuwe uit een geheel. Bij de Puurveense molen is voor de laatste optie gekozen.
- Nieuw geklonken roe: vanaf 2012. Gemaakt door de firma Vaags uit Aalten.

## Doorhalen van de roeden
Op de plaats waar de ijzeren roeden in de askop van de gietijzeren bovenas vastzitten kan roestvorming optreden. De roeden moeten daarom regelmatig, ongeveer om de vijf jaar, doorgehaald worden. Aan de walpen van de bovenas wordt hiervoor een takelblok gehangen, waarna de roede een meter omhoog wordt getakeld en het deel dat in de askop zat vrijkomt voor het verwijderen van roest en het opnieuw teren, tegenwoordig met tweecomponententeer.

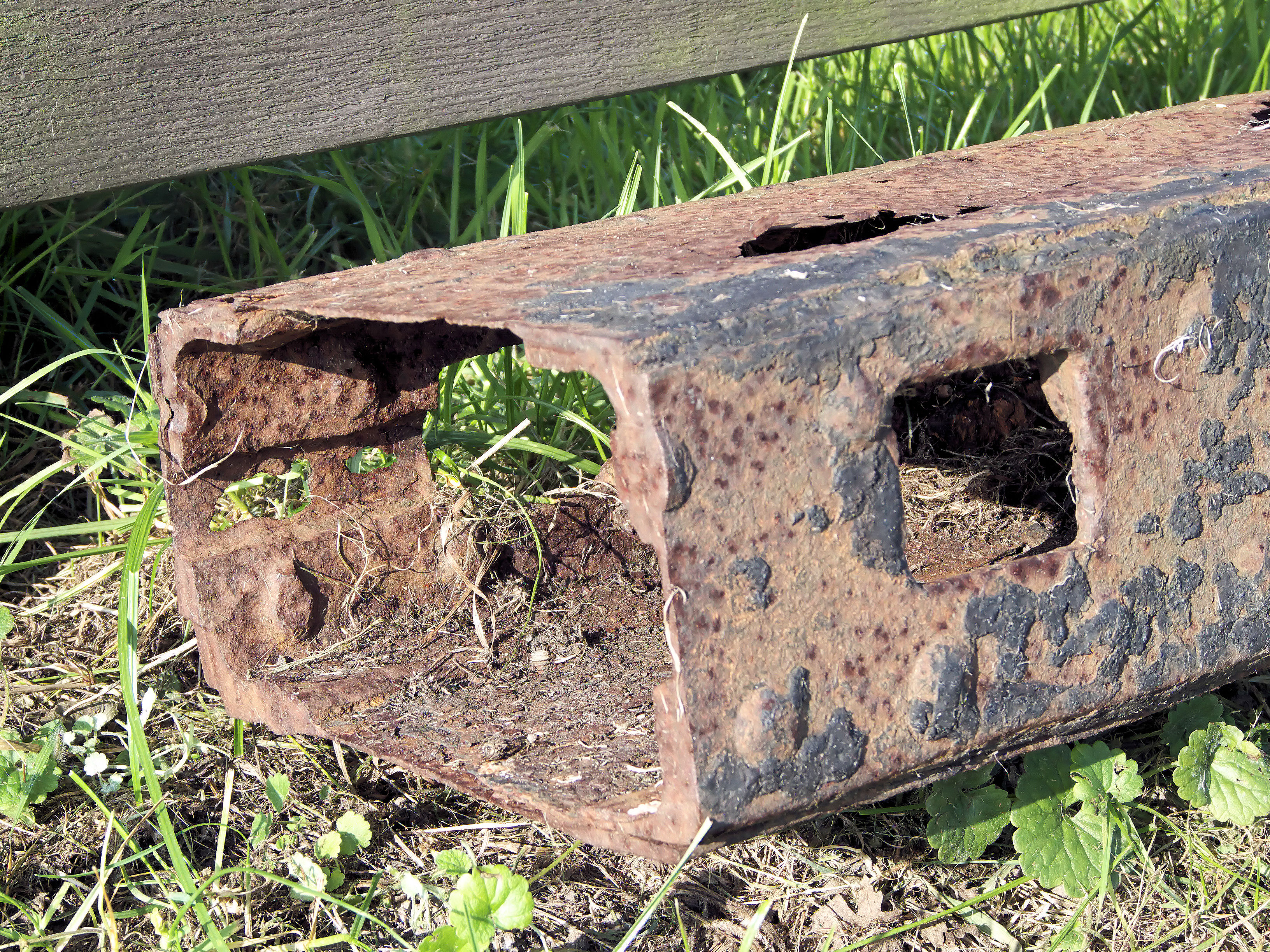
Deel van een potroe met klinknagels
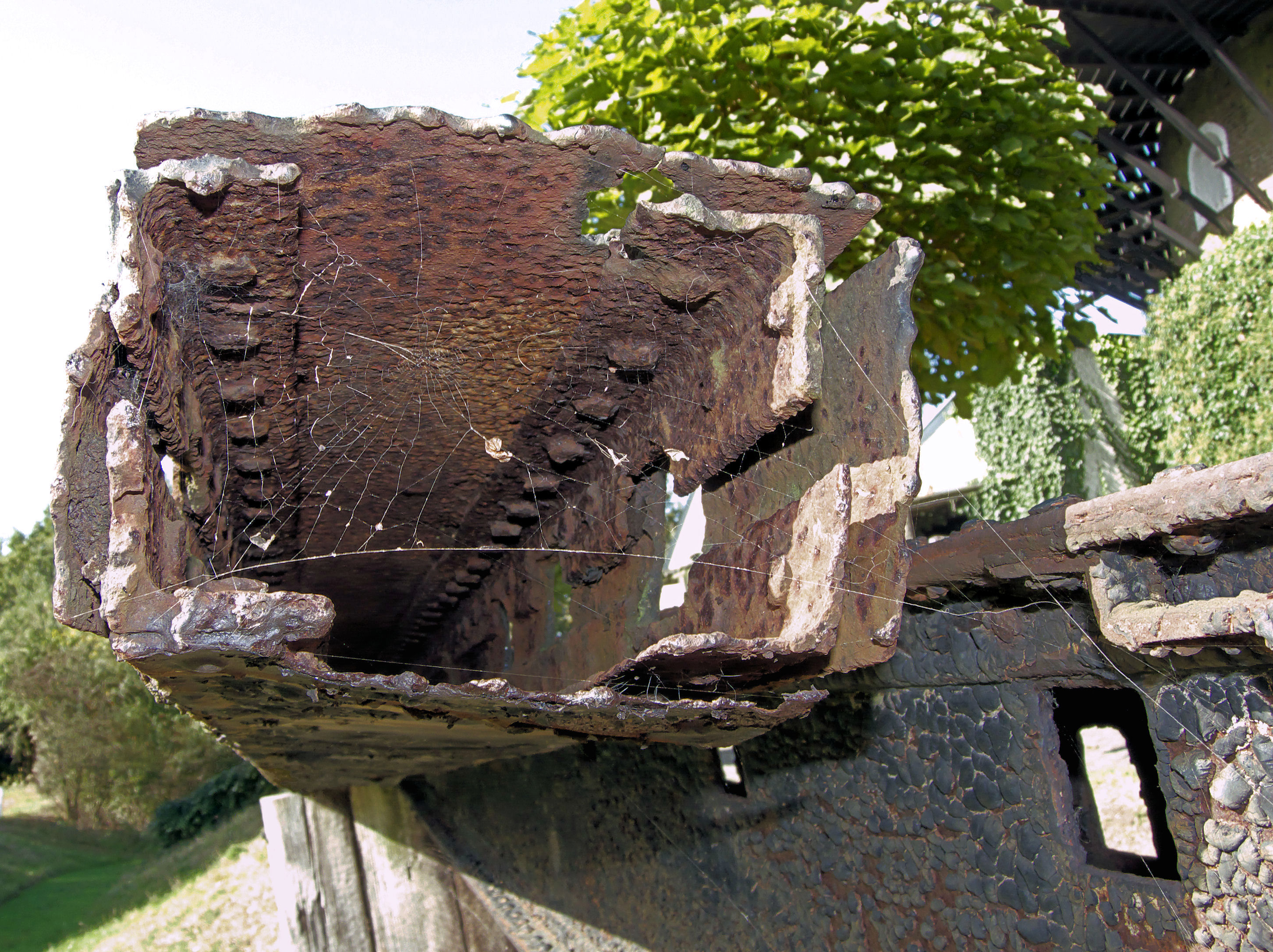
Pannevisroe
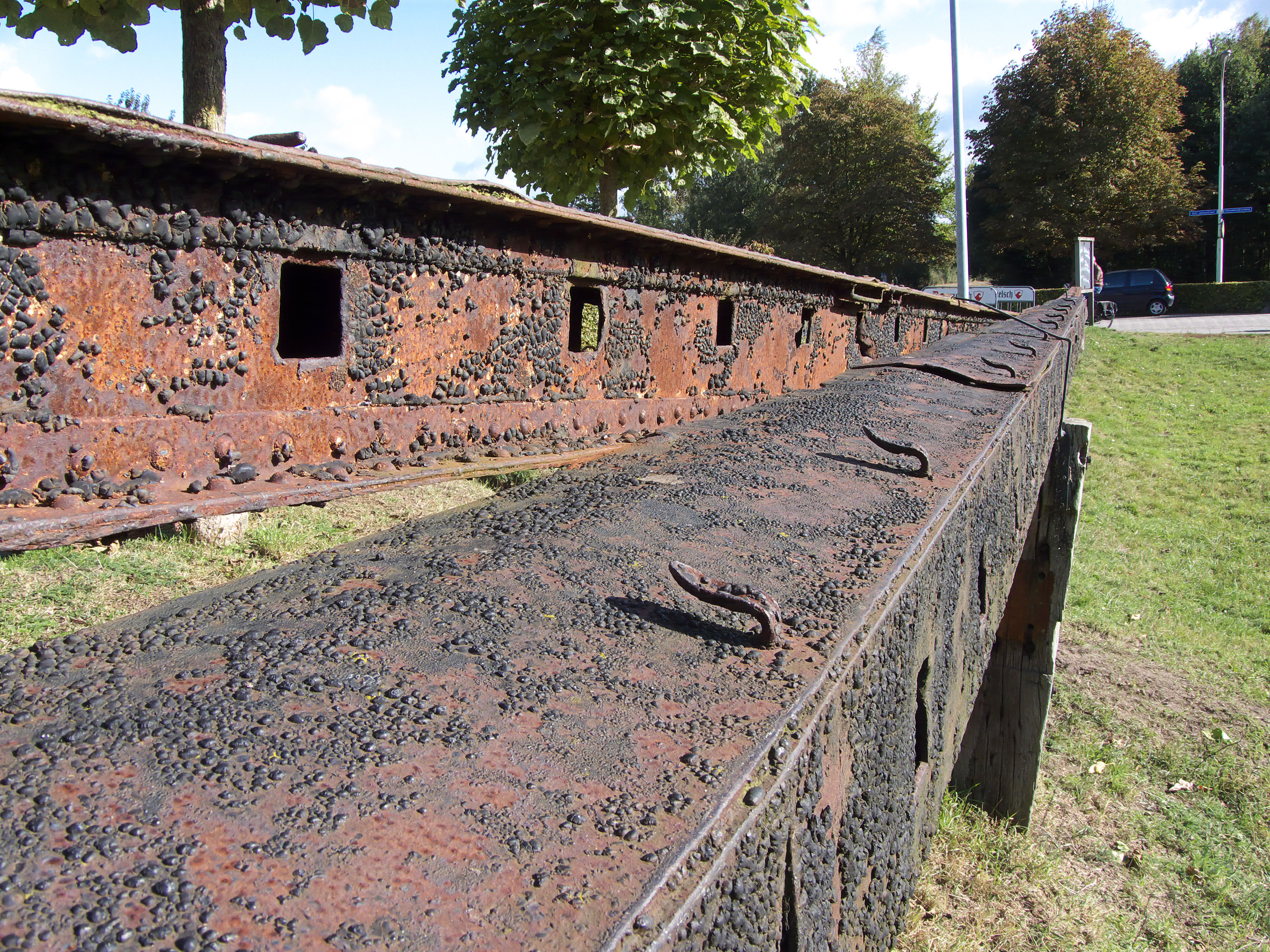
Linksboven De Prins van Oranje roe, rechts een Pannevis roe
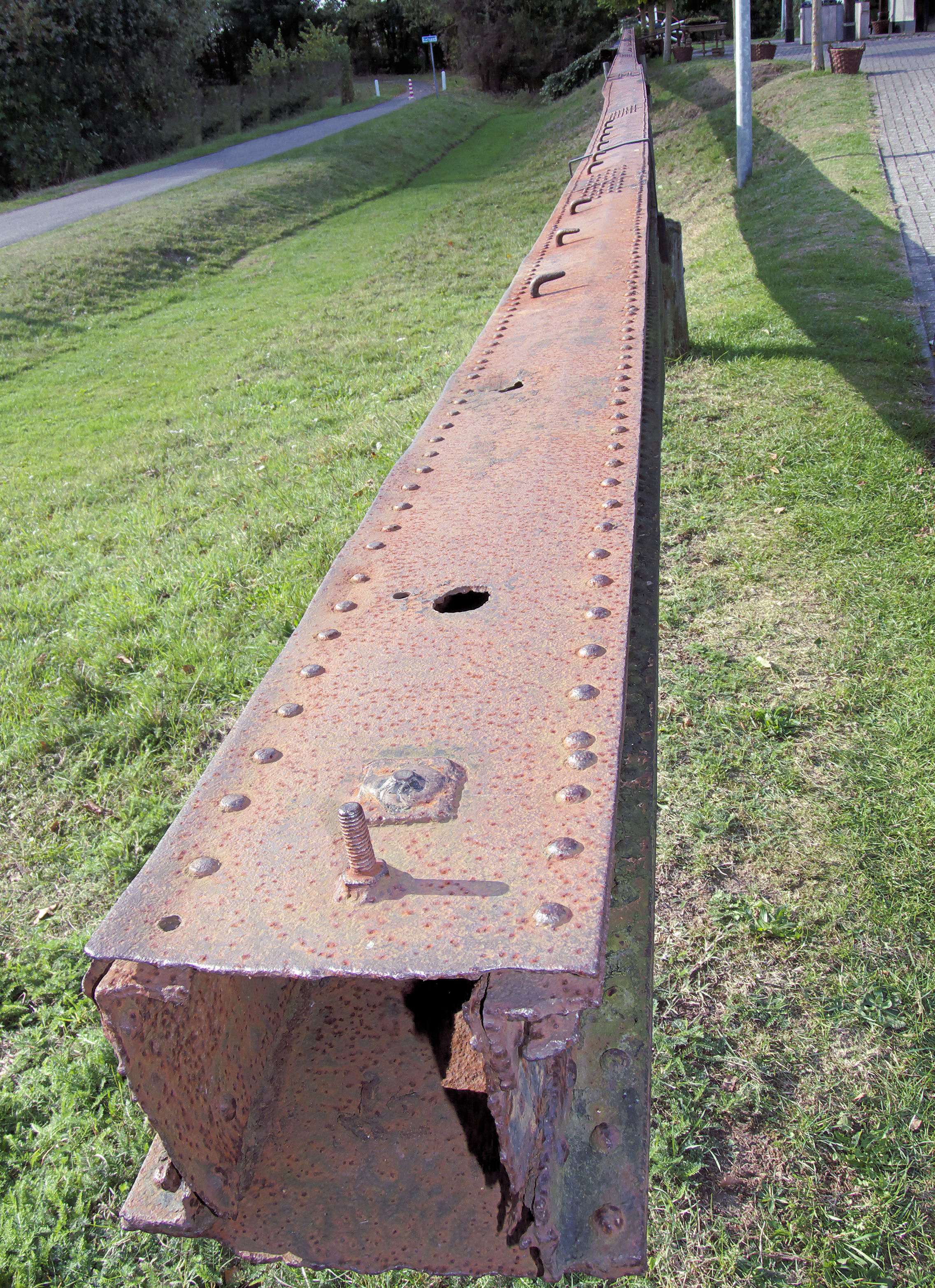
De Prins van Oranje roe
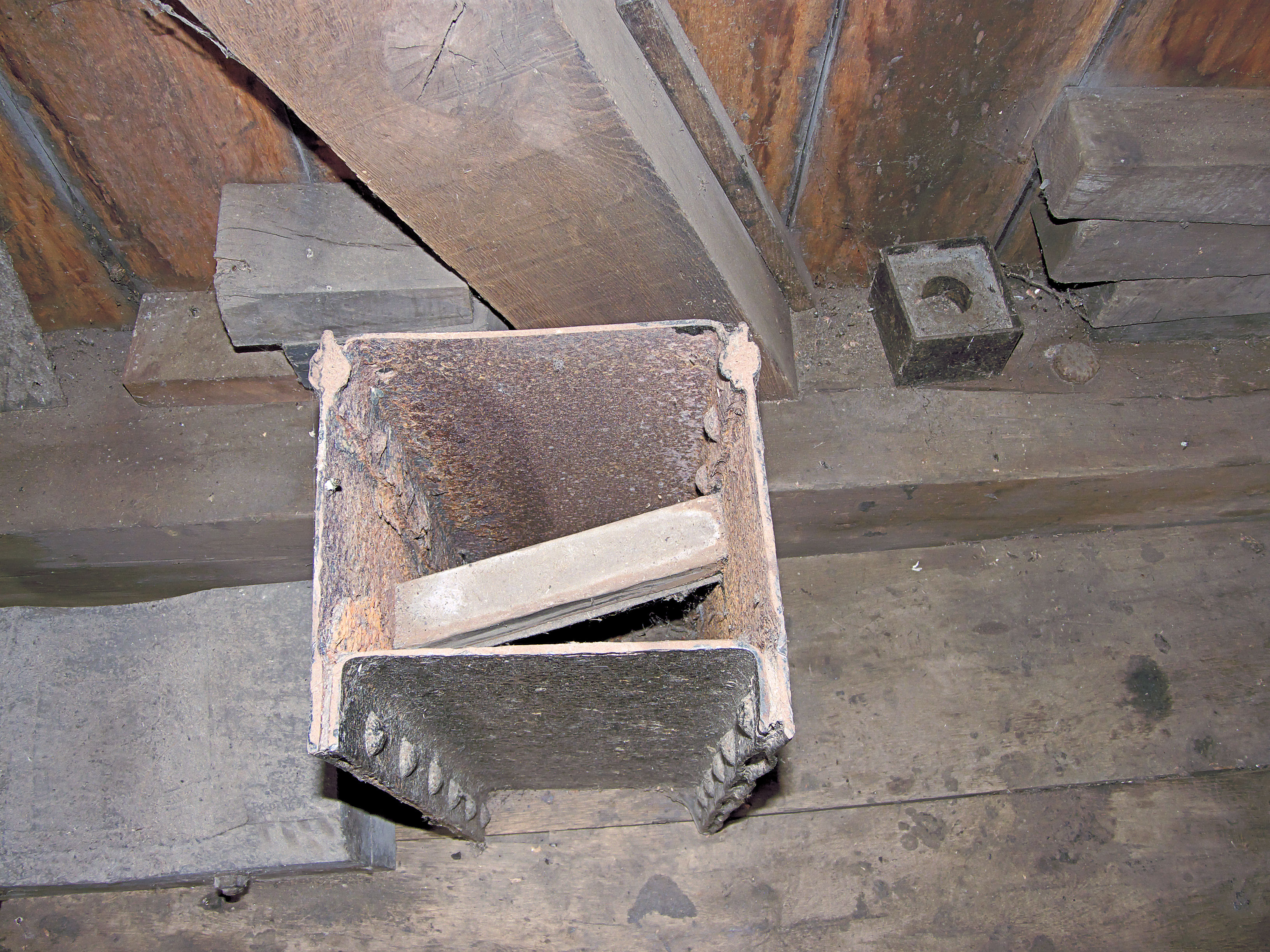
Deel Fransenroe
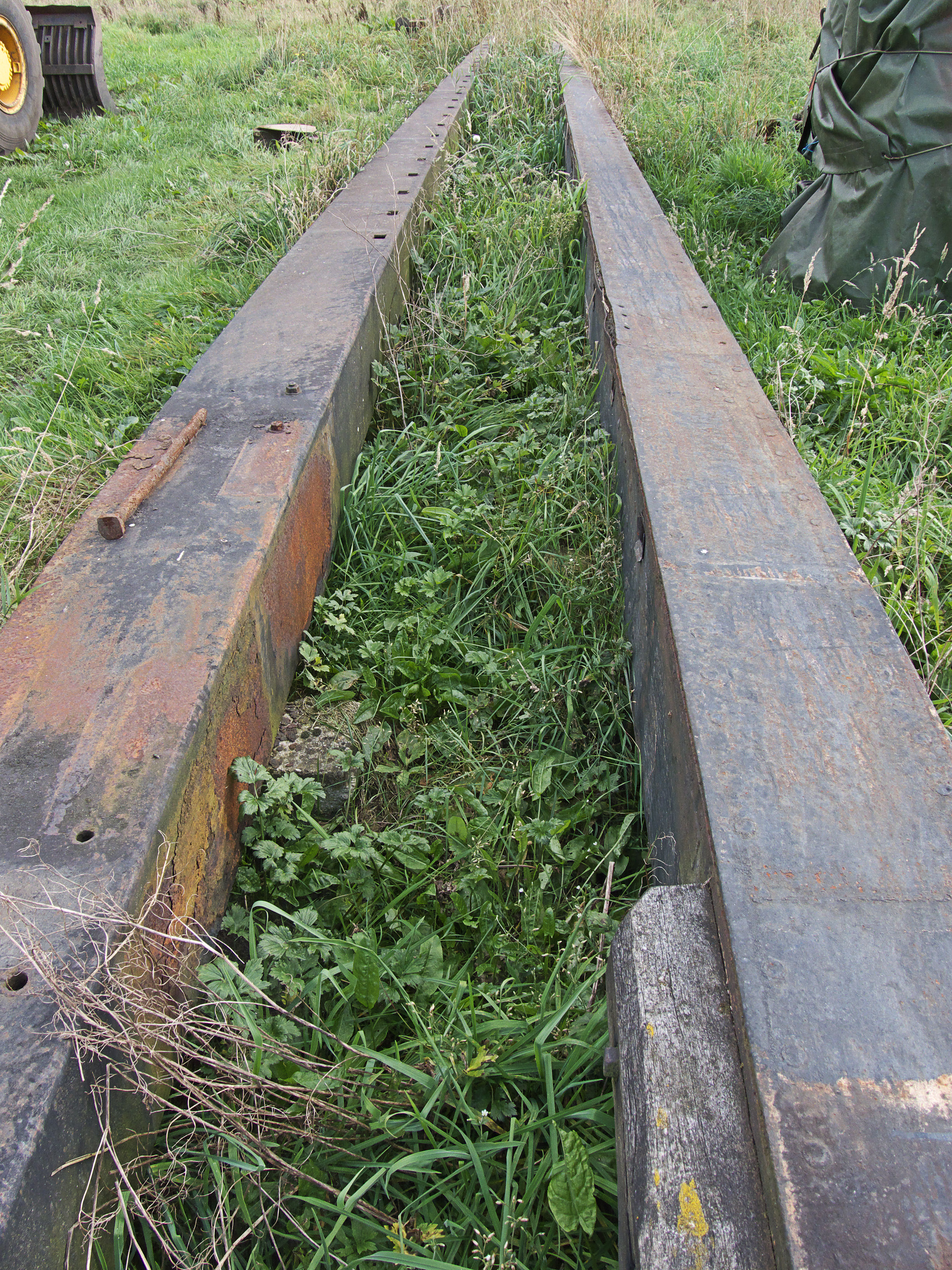
Links een gelaste binnenroe van Schuitema en rechts een geklonken buitenroe van Verhaeghe (lijkt op die van Fransen).
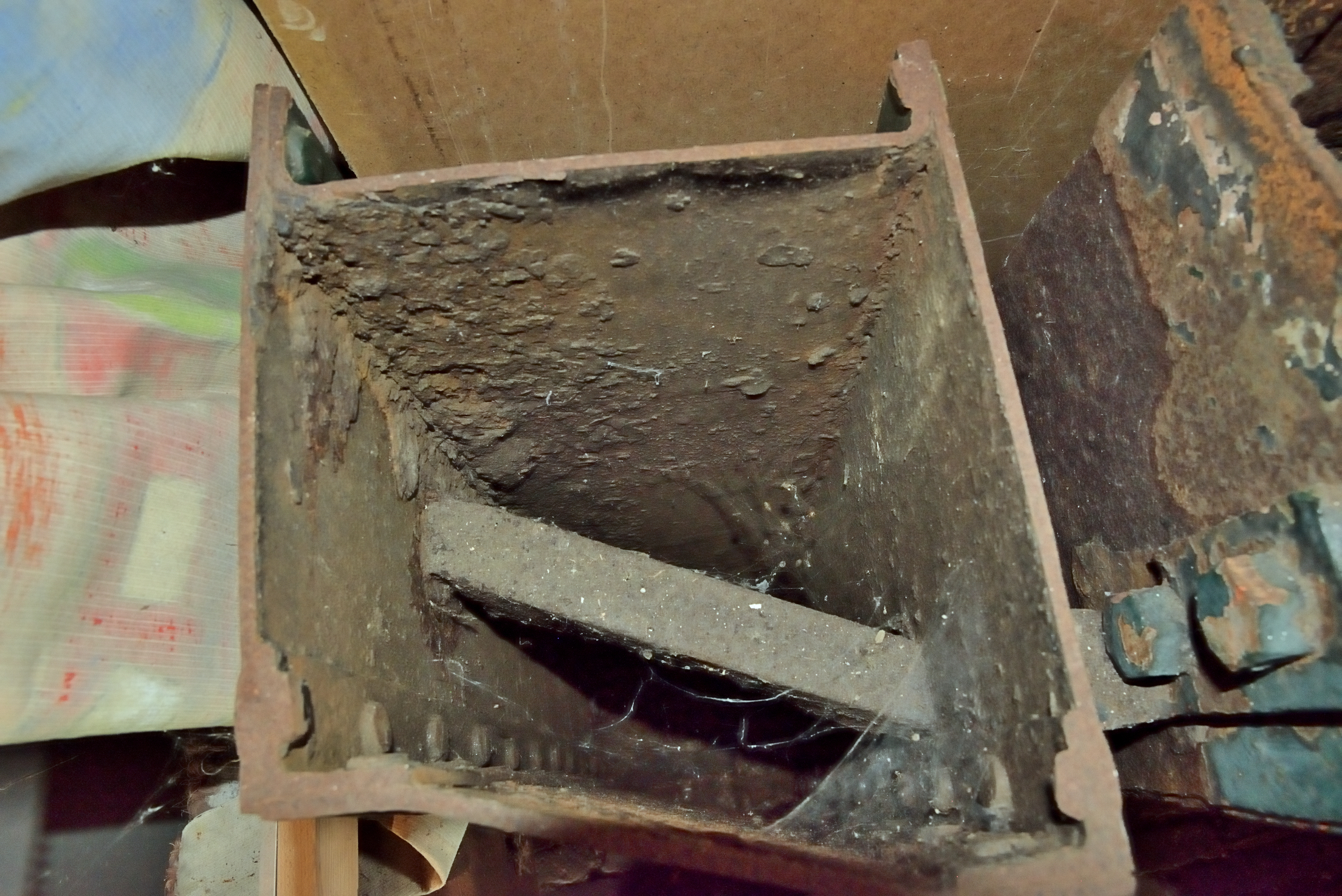
Gorter roe
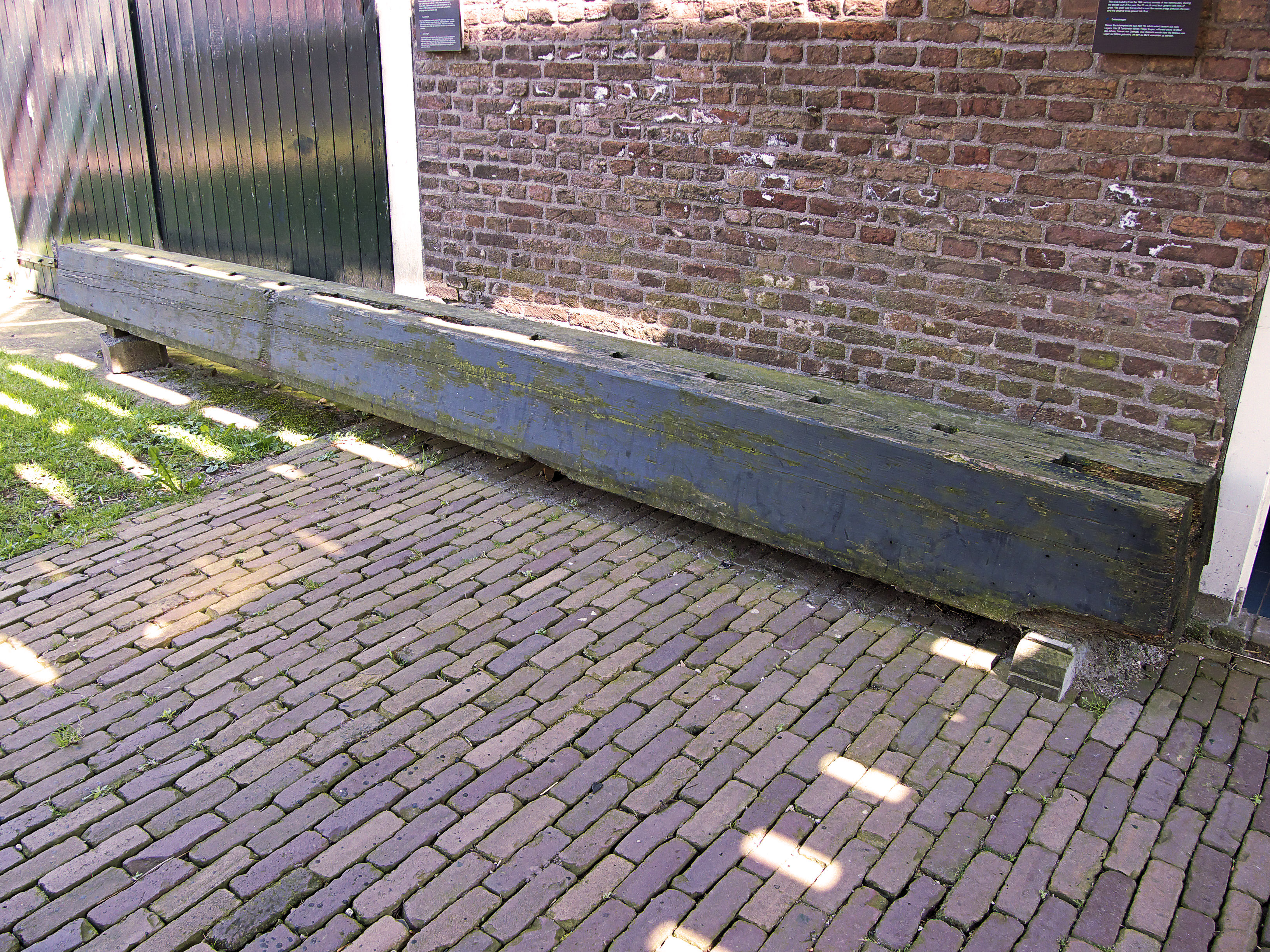
Deel van een houten roe
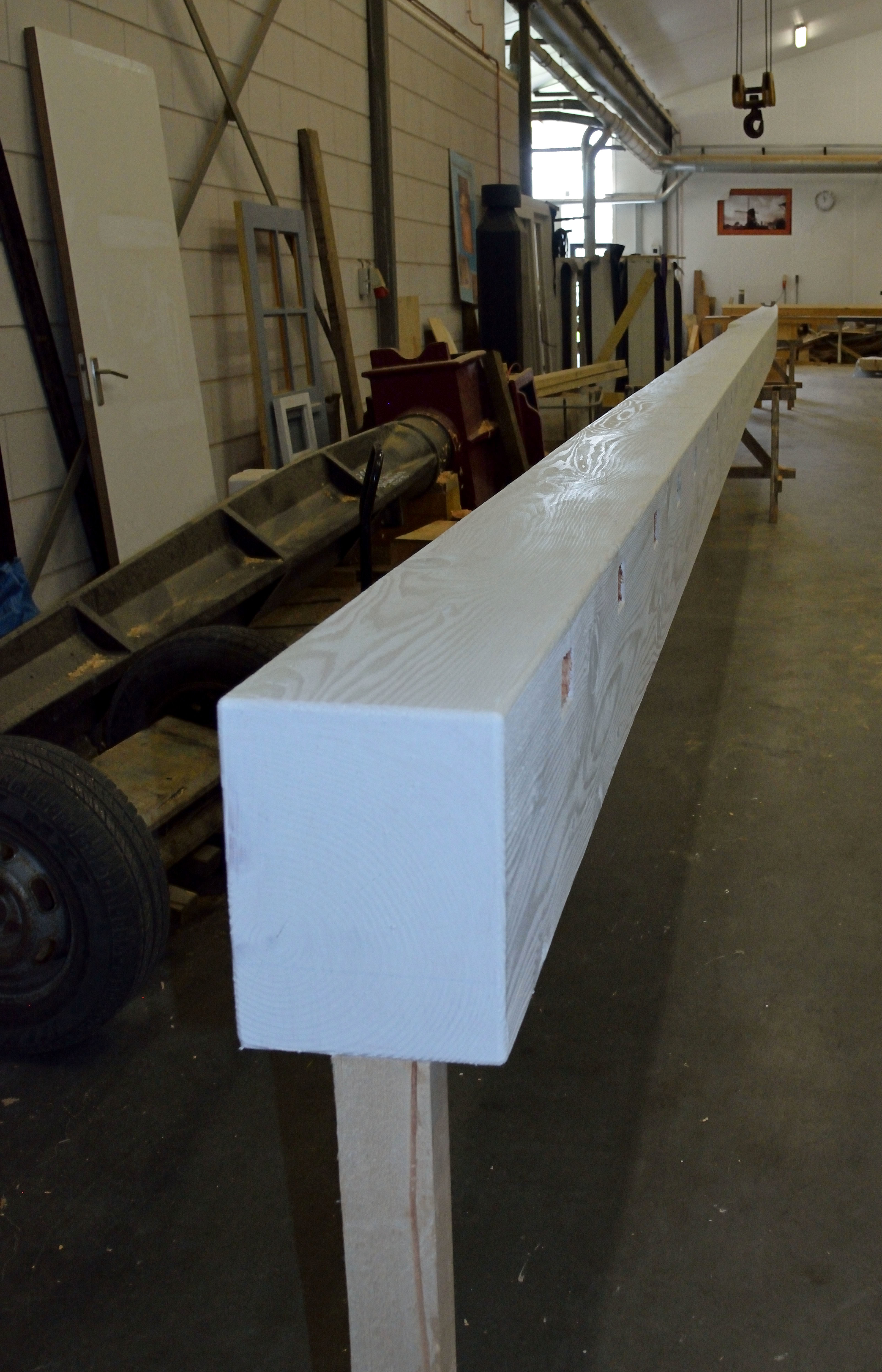
Houten roe van de Huizermolen
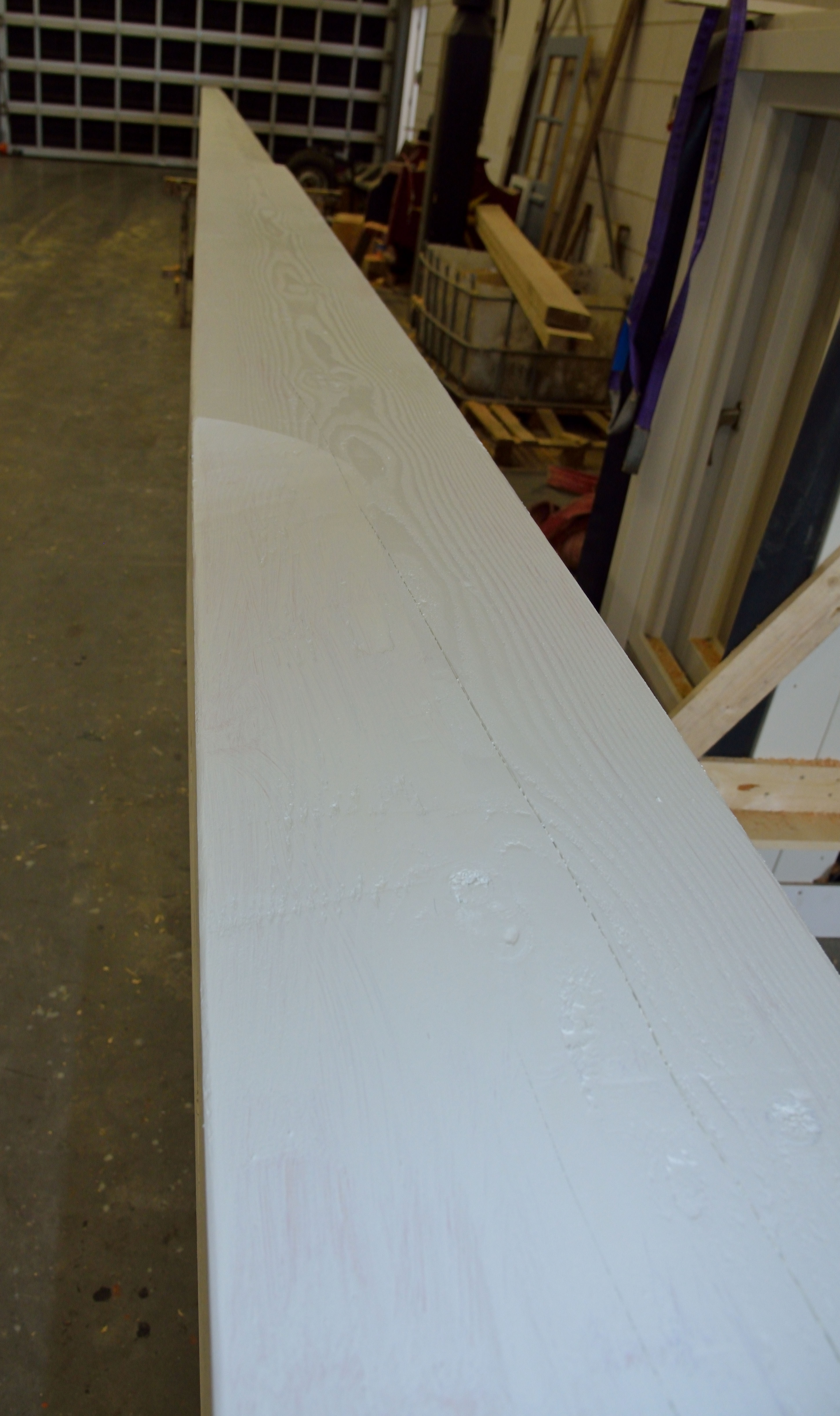
Baljoening bij houten roe
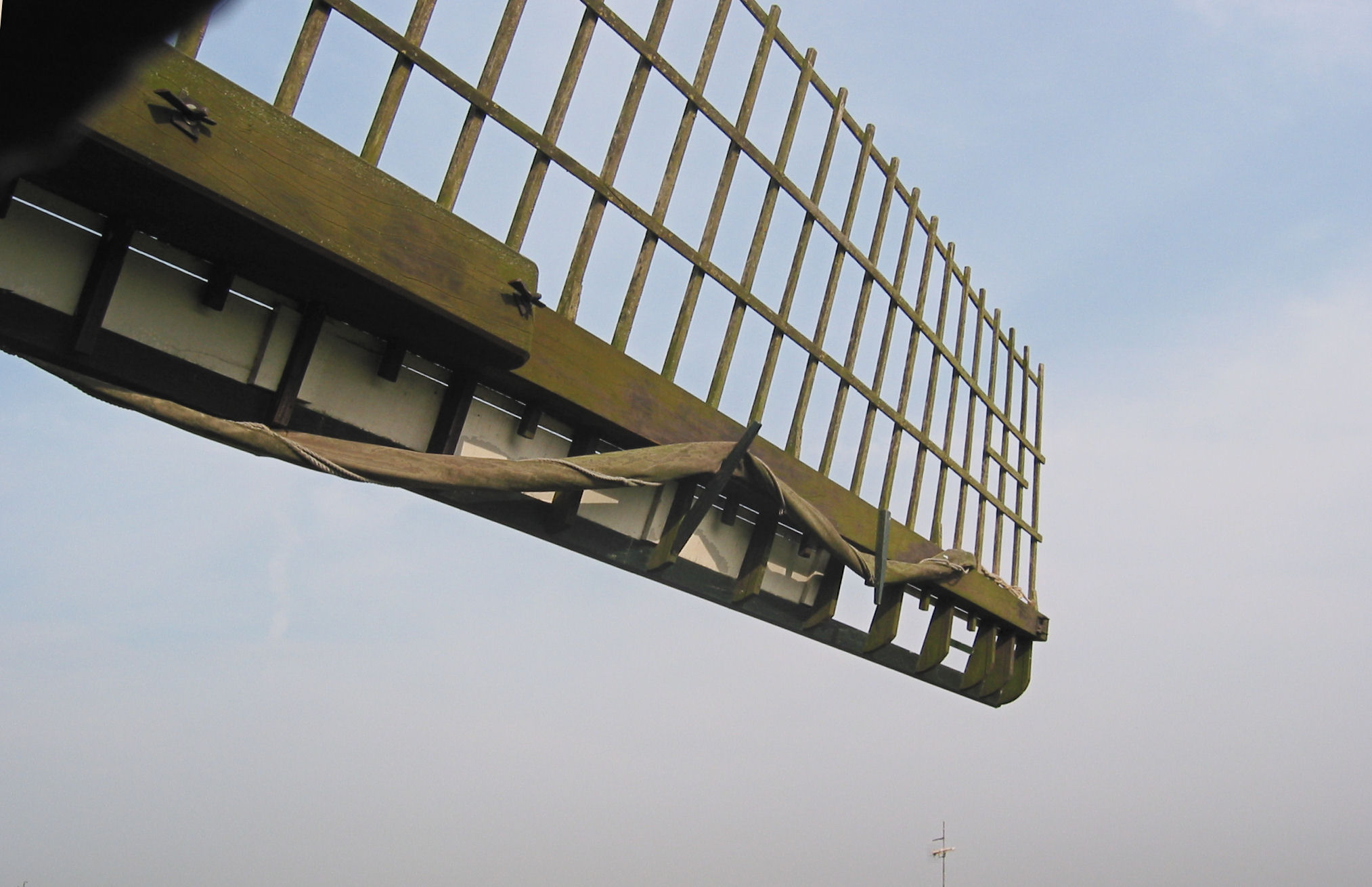
Achterkant wiek met borststuk en oplanger van de Doesburgermolen
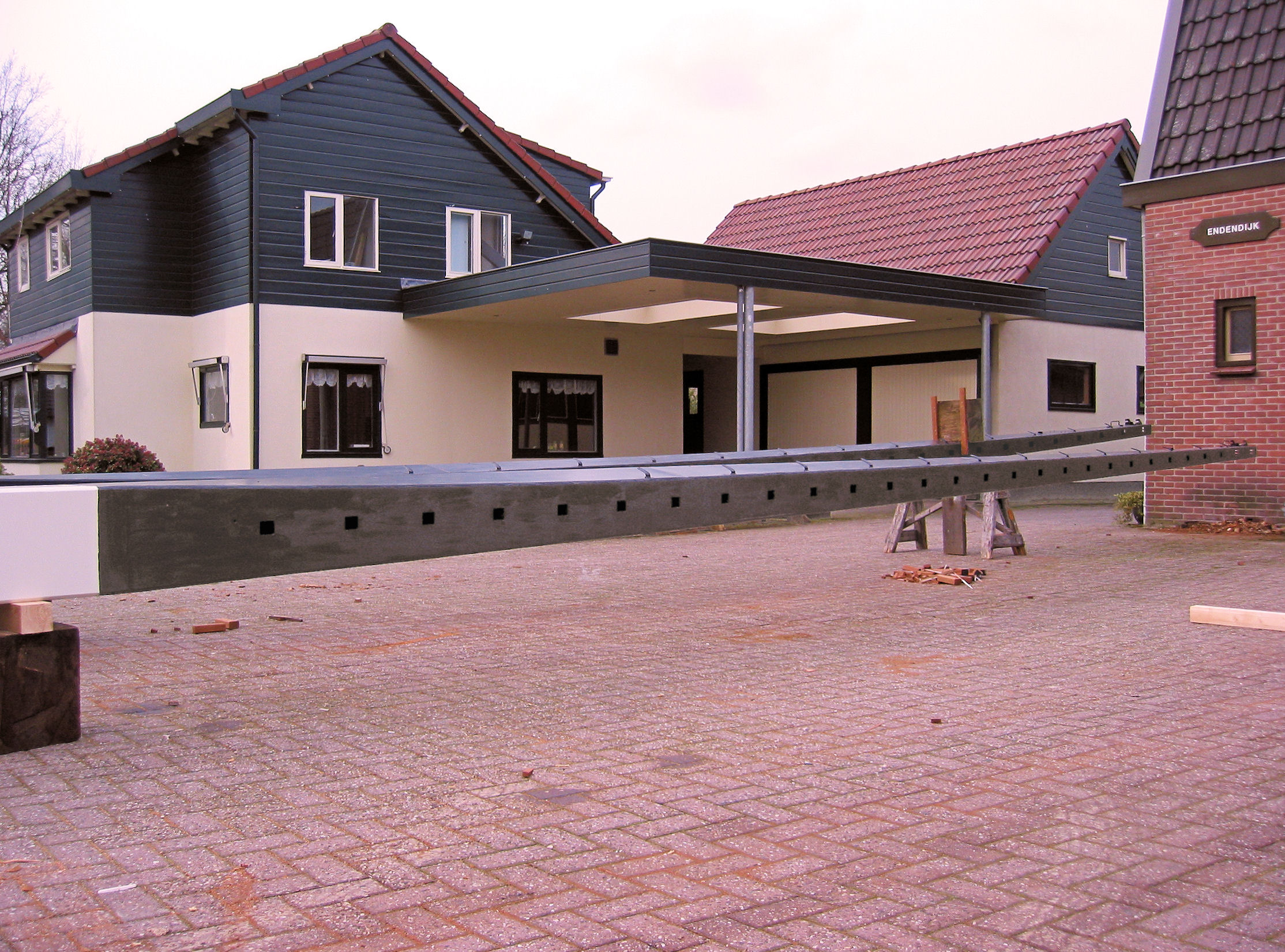
De achterste roede is de binnenroede met de porring
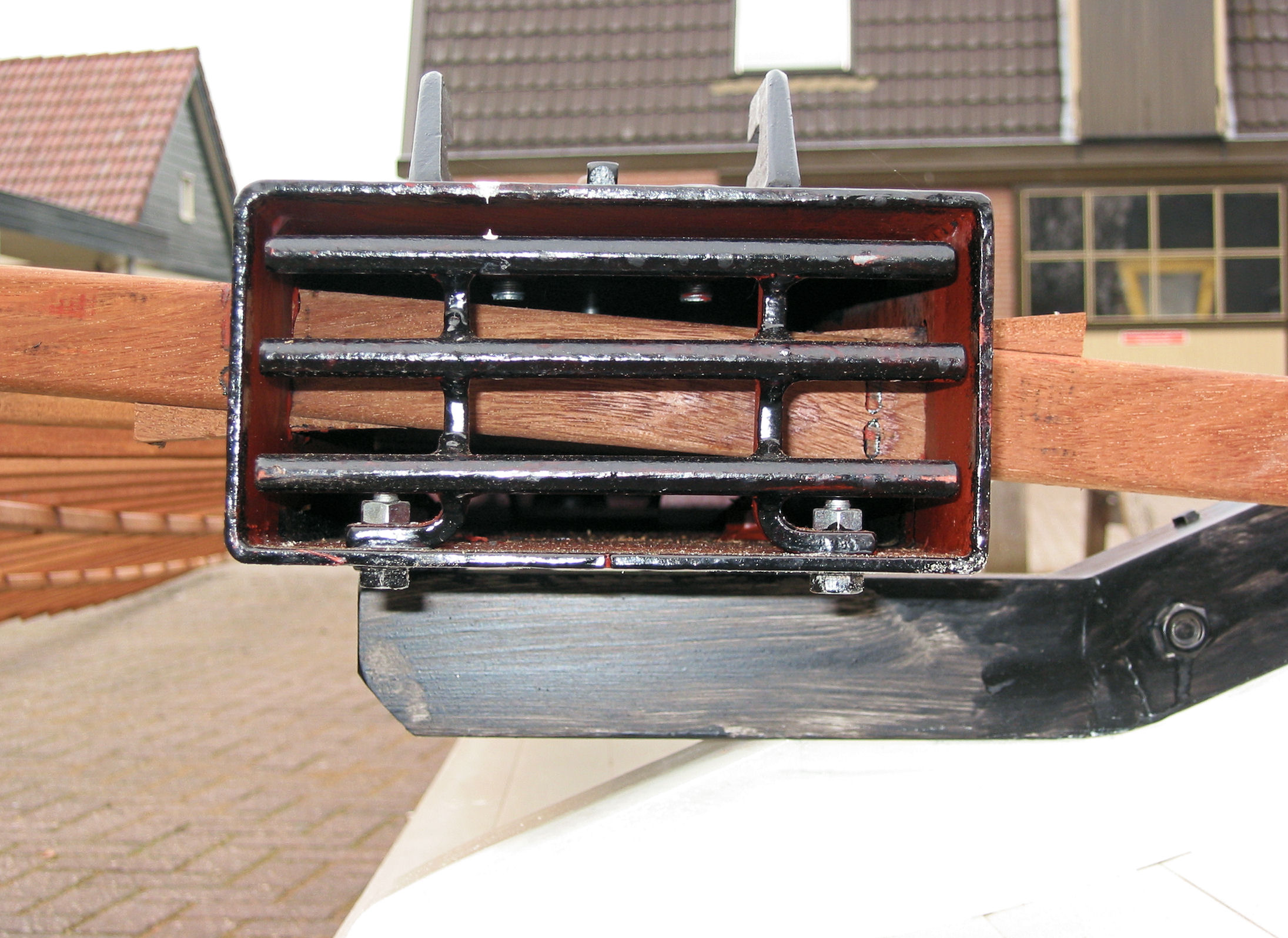
Heklat door roede. Let op de plaatsing van de heklatwiggen.
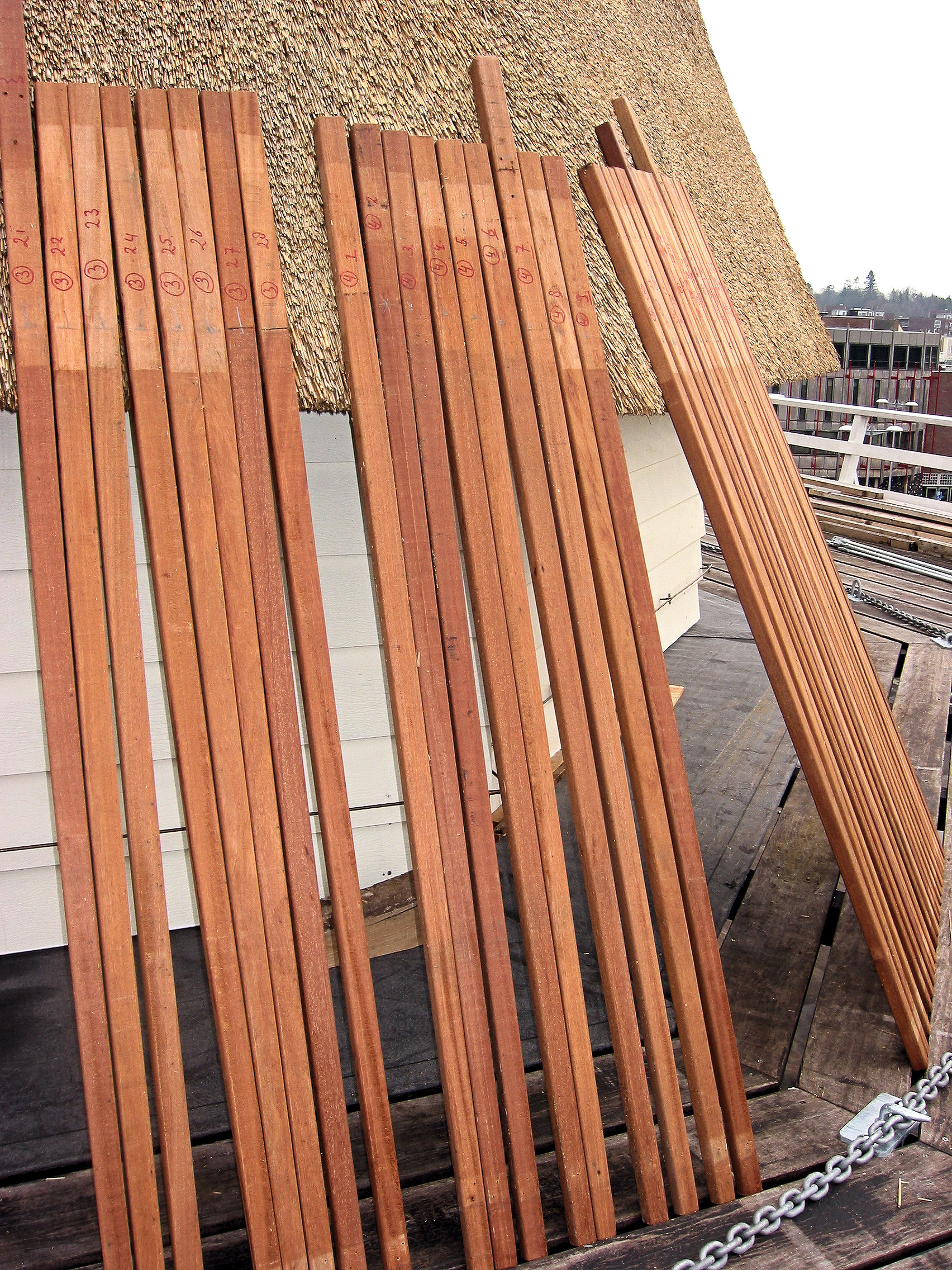
Heklatten
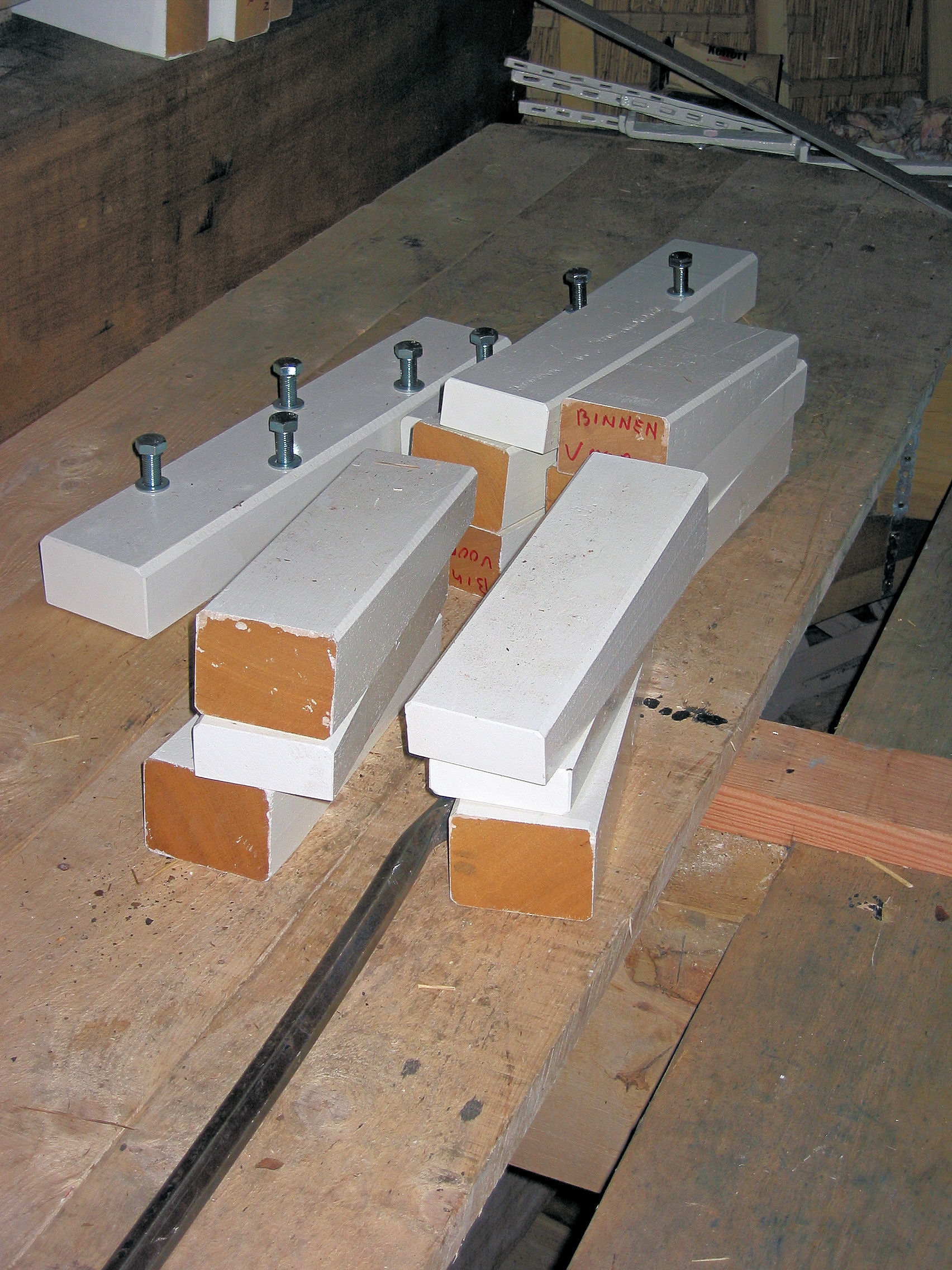
Keerklossen (met bouten) en roewiggen
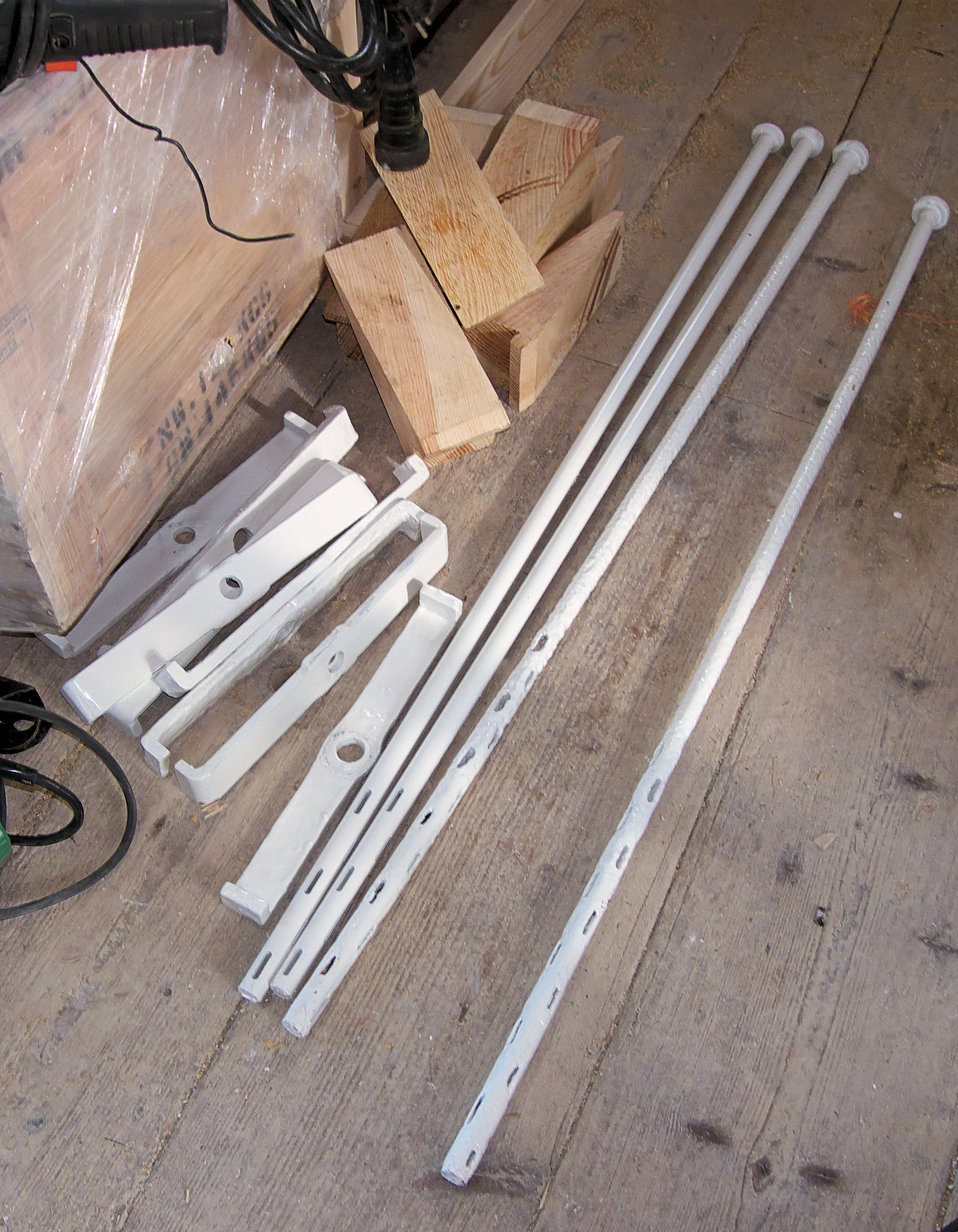
Spitijzers
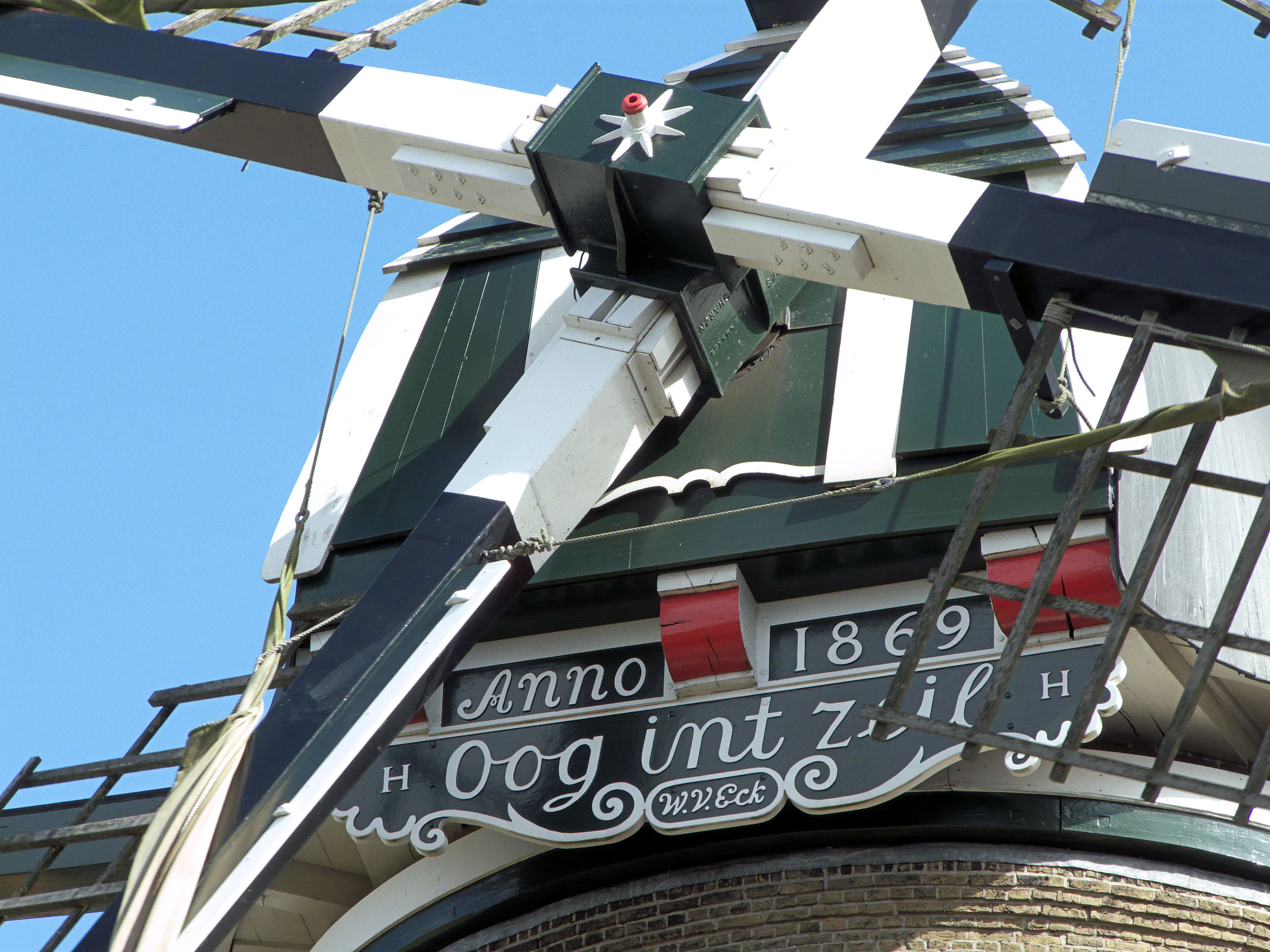
Roewiggen vastgezet met spitijzers (Oog in 't Zeil)
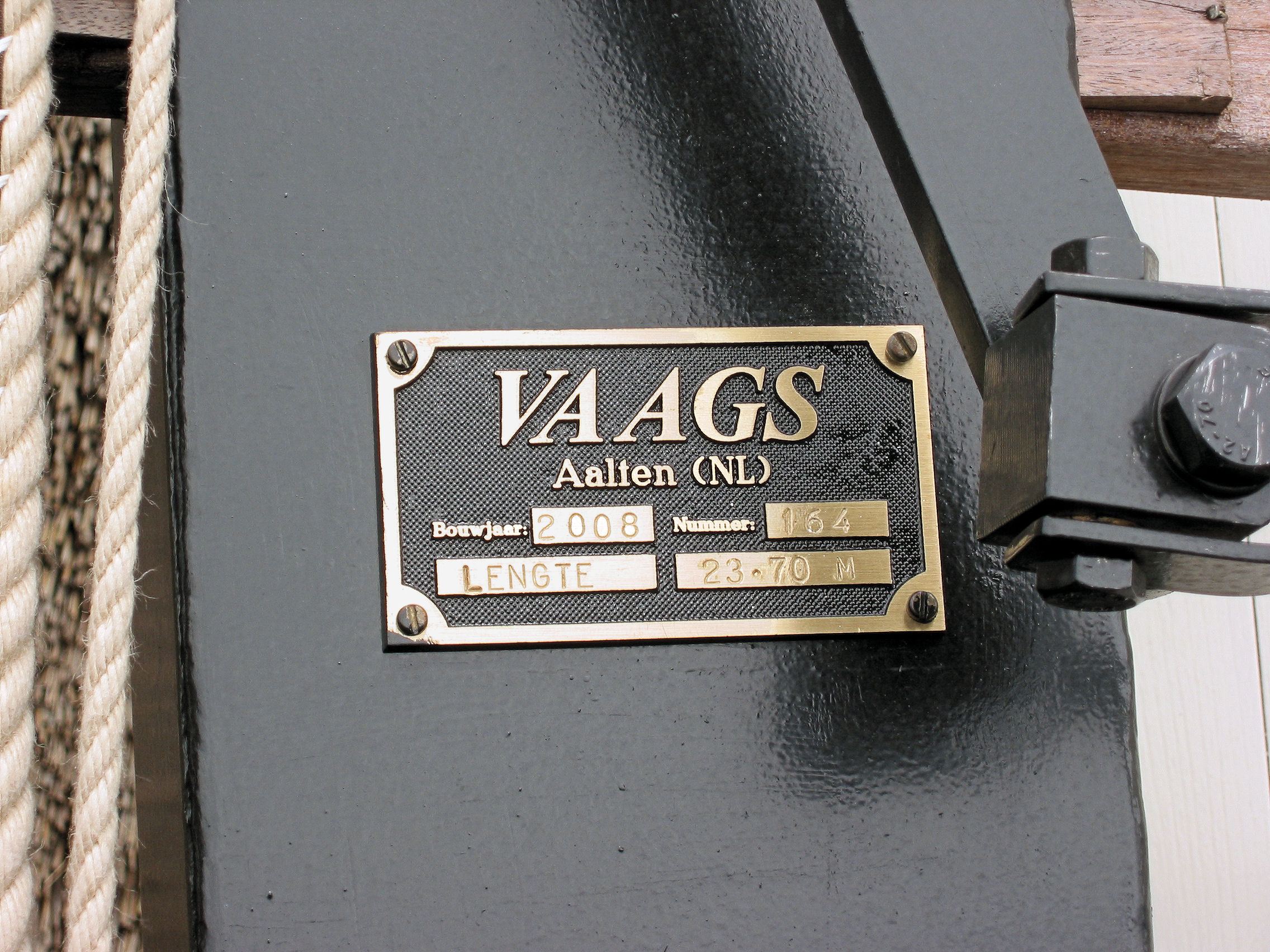
Plaatje op roe van de Concordiamolen
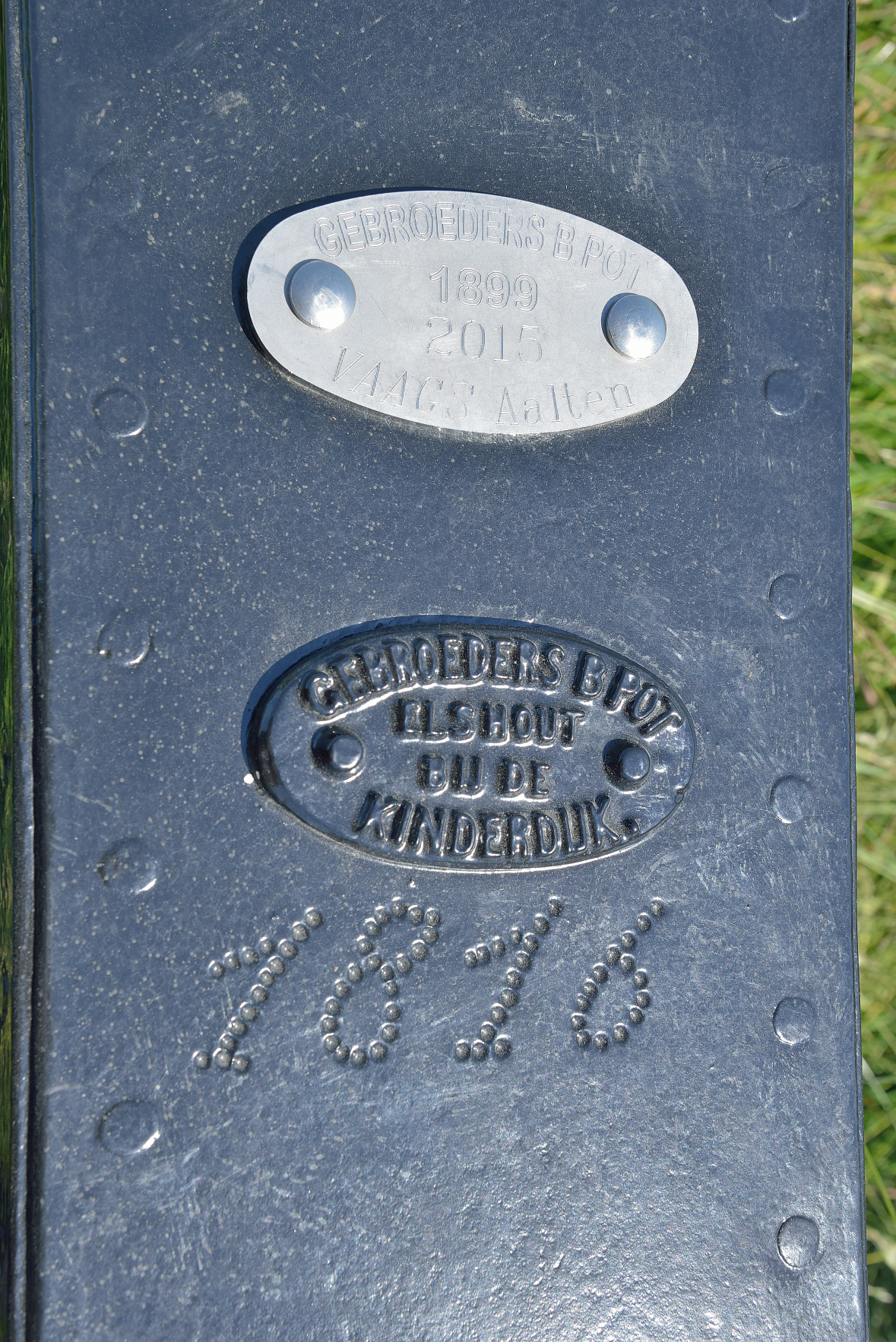
Roeplaatjes op de gerestaureerde potroe van de Laaglandse Molen
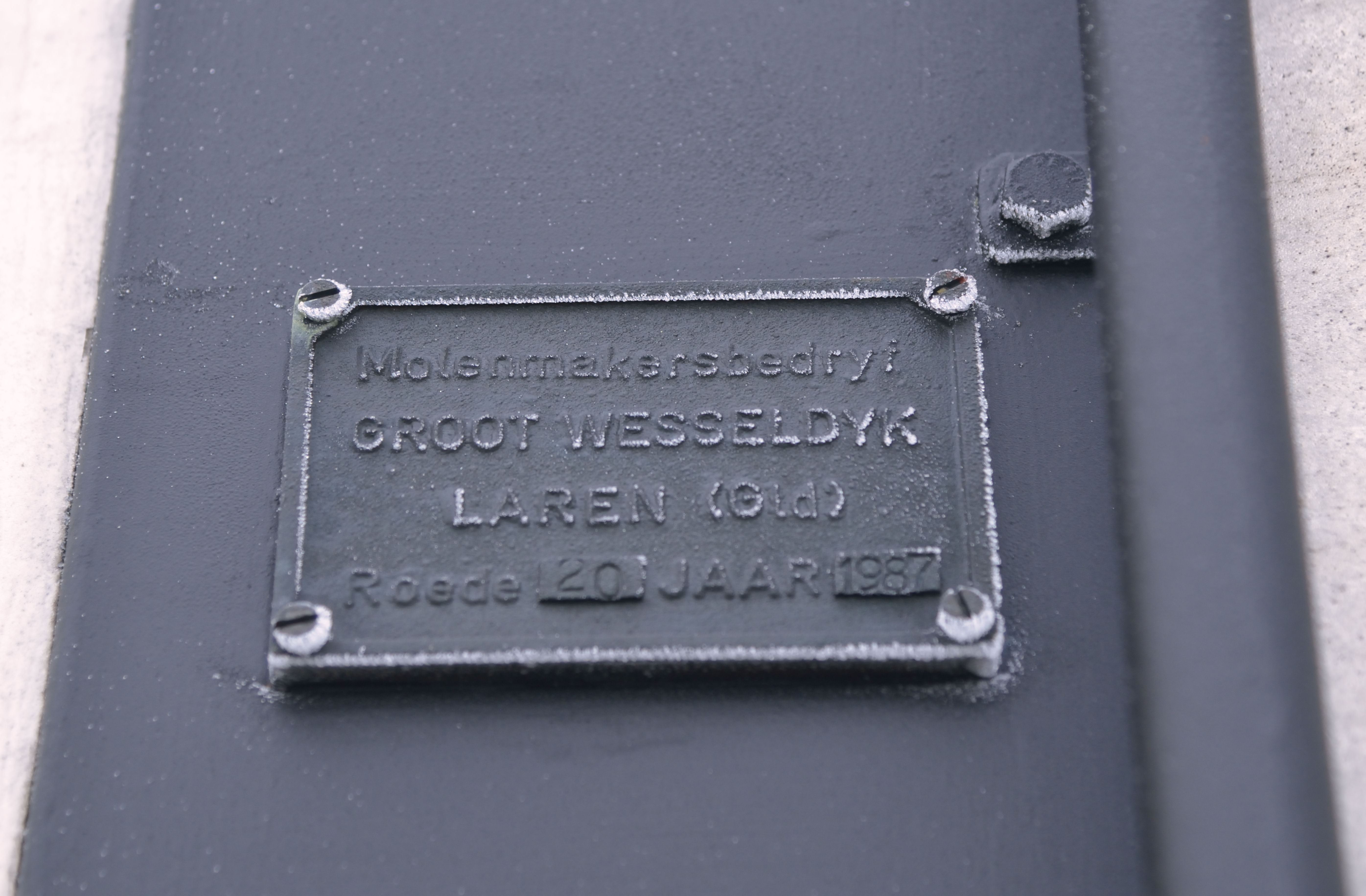
Roeplaatje van de Teunismolen
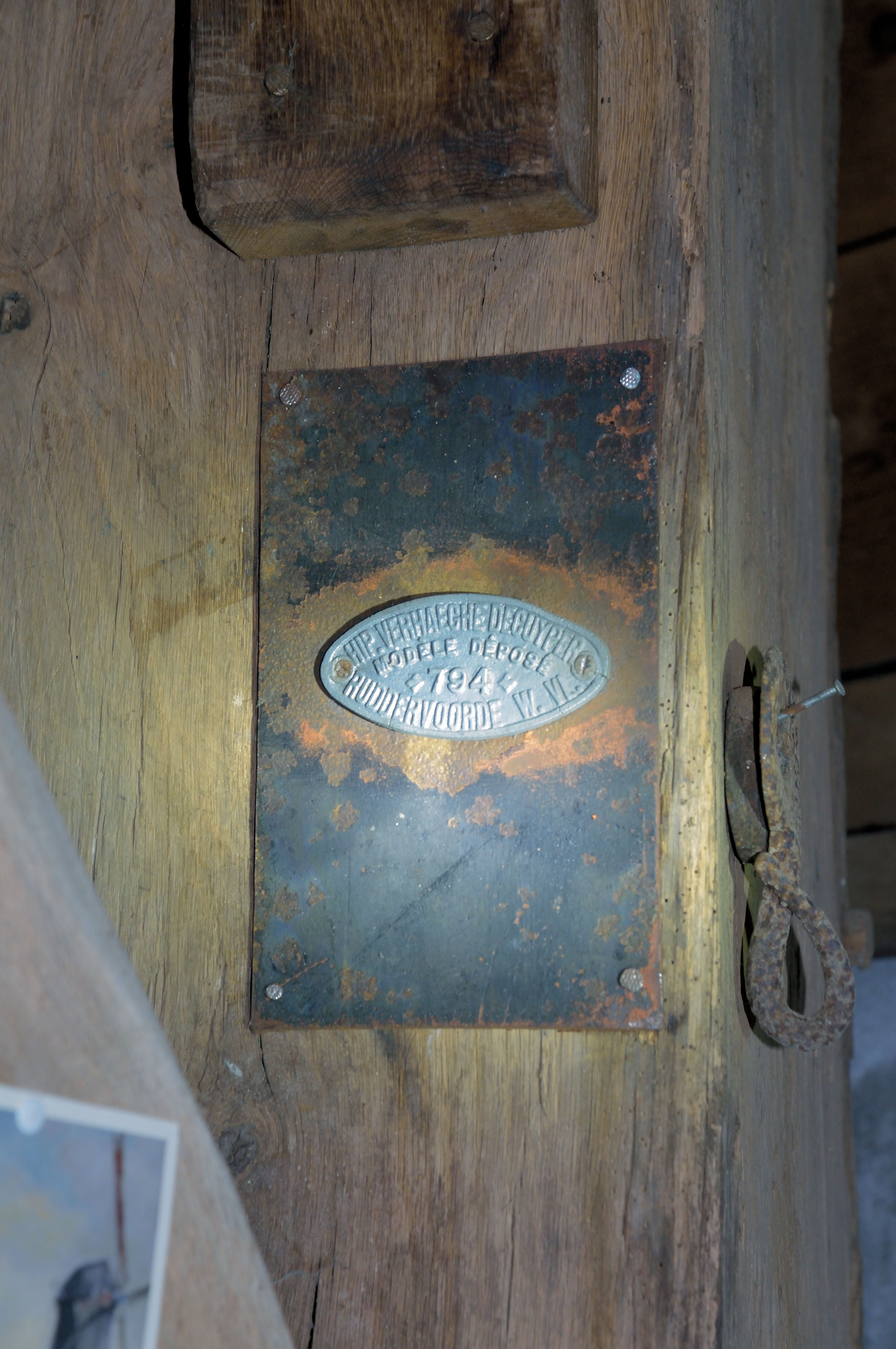
Roeplaatje voormalige Verhaeghe roe van de Teunismolen
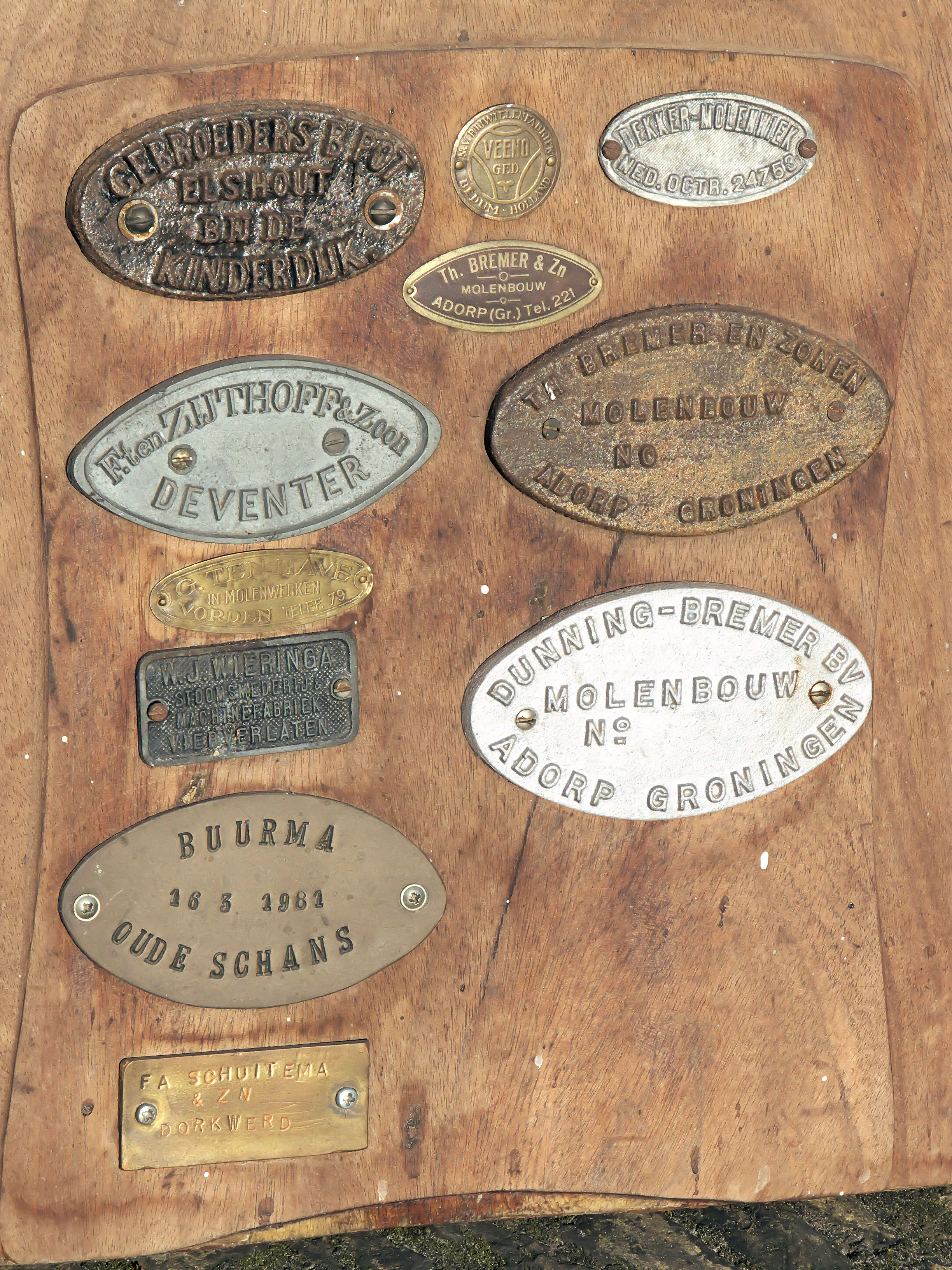
Roeplaatjes
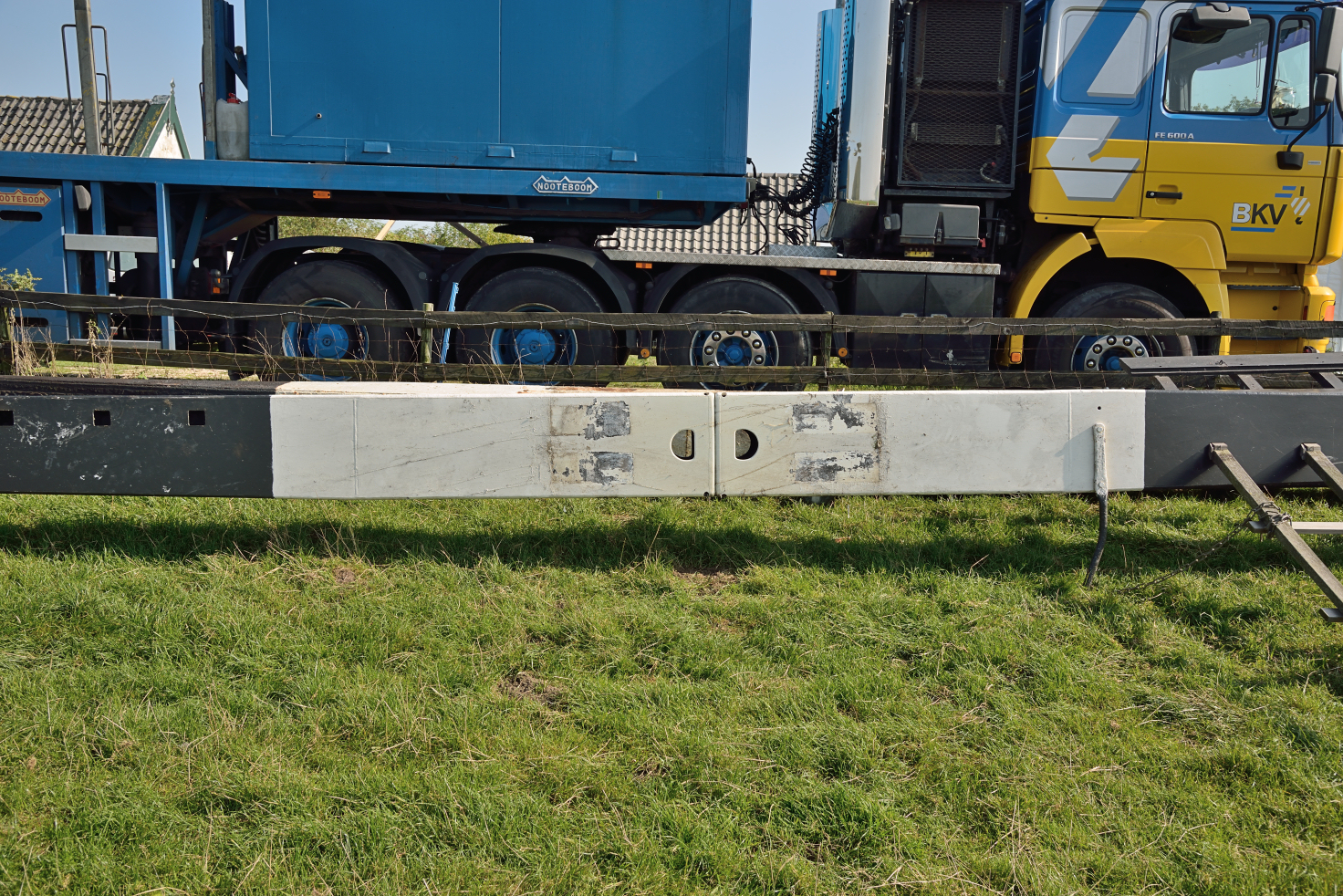
Deelbare, verzinkte roe
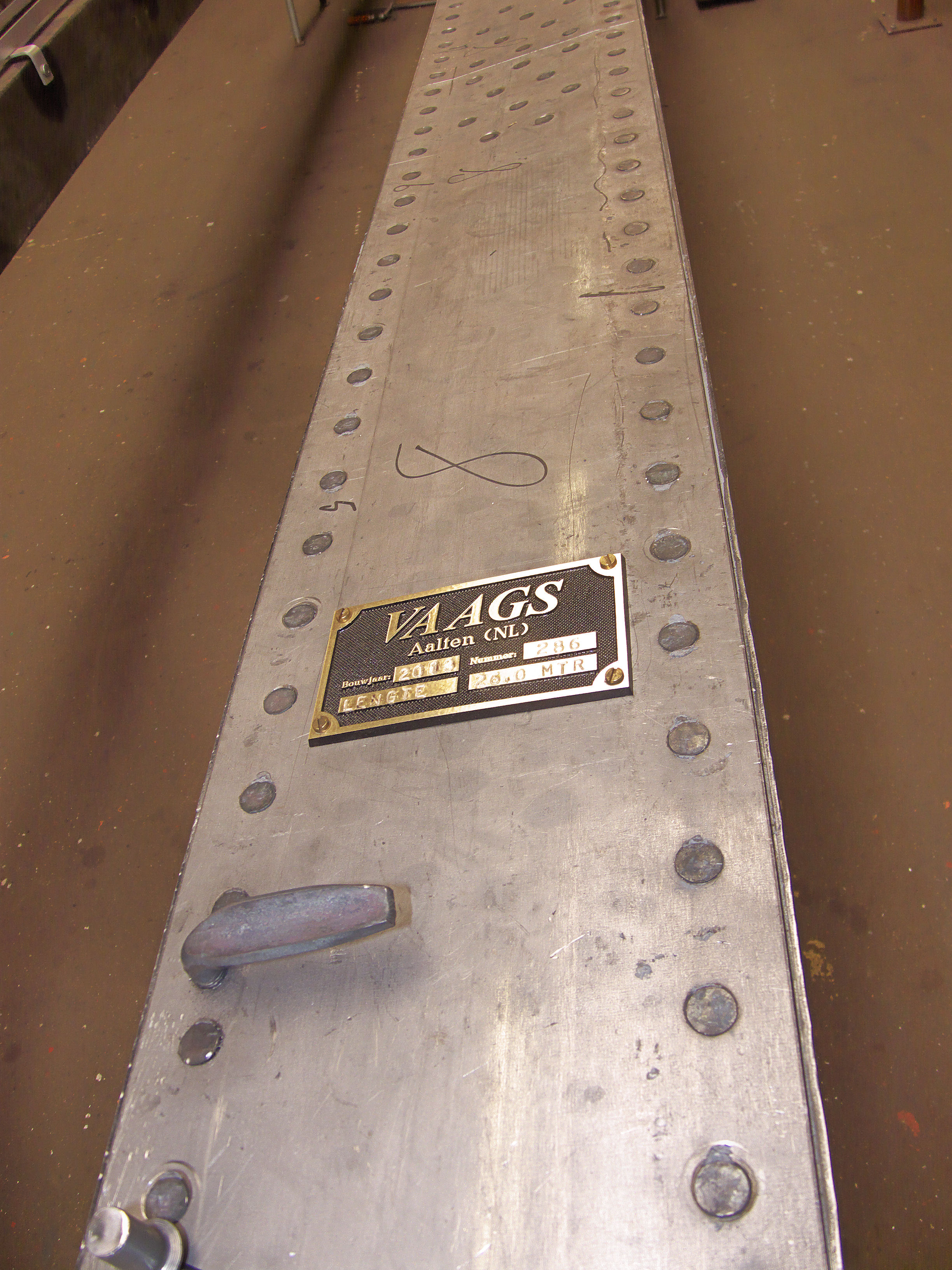
Geklonken roe van de fa. Vaags